# Горбачёв, Андрей Романович
Андрей Романович Горбачёв (31 августа 1909, Рысков, Могилёвская губерния — 1995) — советский хозяйственный, государственный и политический деятель, учёный (историк). Ректор Витебского государственного университета (1963-1978). Кандидат исторических наук.  Научные интересы: история социально-политических учений; история Белоруссии. Участник Великой Отечественной войны.

## Биография
Окончил Минский государственный педагогический институт им. А. М. Горького (исторический факультет, 1936).
Призван в ряды РККА 01.09.1943 Железнодорожным РВК. Старшина, наводчик орудия СУ-76 3-ого дивизиона в 12 самоходно-артиллерийской бригаде 69 армии.
После демобилизации с 1946 по 1963 годы работал в Брестском государственном педагогическом институте имени А. С. Пушкина (1946—1963 гг. — преподаватель, заведующий кафедрой истории, преподаватель кафедры основ марксизма-ленинизма, в 1947—1963 гг. — заместитель директора по учебной и научной работе). Затем перешёл в Витебский государственный университет (1963—1995, доцент философии, в 1963—1978 — ректор).

## Награды
Орден Отечественной войны II степени (06.04.1985)
Орден Красной Звезды (Приказ подразделения 12 сабр
№: 7/н от: 27.02.1945)
Медаль «За отвагу» (23.05.1945)